# Produktionsspiegel
Produktionsspiegel ist ein Fachbegriff für eine öffentlich protokollierte Übersicht über Filme, Serien oder andere filmische Werke, welche sich in Planung befinden oder produziert werden. Im Produktionsspiegel können zum Beispiel Produktionsstand und laufende Planungsabläufe aktueller Dreharbeiten zügig eingesehen werden. Für Filmschaffende bieten Produktionsspiegel die Möglichkeit, sich über Filmproduktionen zu informieren, die im Dreh- und Planungsstadium etwa auf Personalsuche sind. Im Produktionsspiegel informieren sich außerdem Journalisten, die vorab Informationen zum Drehschluss oder Premierendatum erhalten wollen.
Anbieter von Produktionsspiegeln für ihren jeweiligen Zuständigkeitsbereich sind beispielsweise Produktionsfirmen und Filmhochschulen und in Deutschland die Filmförderungsgesellschaften der Länder, wie zum Beispiel Medienboard Berlin-Brandenburg oder die Filmförderung Hamburg Schleswig-Holstein. Daneben gibt es die Zuständigkeitsgrenzen überschreitende Produktionsspiegel privater Dienstleistungsfirmen.